# Blas Loredo Báscones
Blas Loredo Báscones (1909 - 6 de abril de 1963) fue un dirigente deportivo peruano. Fue el primer presidente del Club Sporting Cristal.
Loredo Báscones nació en Lima en 1909. En 1955, fue presidente del Club Sporting Tabaco precisamente cuando, a pesar de la férrea oposición de algunos sectores e incluso de la misma Federación Peruana de Fútbol, el 13 de diciembre de ese año se da el visto bueno a la compra del club y el paso al nuevo club Sporting Cristal-Backus que con el paso de los años se convertiría en uno de los tres grandes del fútbol peruano. Loredo Báscones fue nombrado como primer presidente (presidente fundador) de la nueva institución recibiendo la confianza de los fundadores Ricardo Bentín y Esther Grande.
Se mantuvo en el cargo durante tres años, desde 1956 hasta 1959, y durante su gestión el club logró su primer título en 1956. Asimismo en 1957 se realizó la adquisición de los terrenos ubicados en la urbanización La Florida del distrito del Rímac que hasta la actualidad alojan las actividades deportivas de la institución siendo denominado "Centro de Alto Rendimiento La Florida".
En 1959 dejó la presidencia del club por motivos de salud. Falleció el 6 de abril de 1963 en la ciudad de Lima.